# Милан Радивоев
Милан Радивоев е български възрожденски учител и историограф.
Бил е учител в Даскалоливницата в родния си град Елена, в Габрово и в село Беброво. Работил е като коректор във вестник „Македония“ при Петко Славейков и като секретар на митрополит Доротей Софияски.
Милан Радивоев е първият биограф на Иларион Макариополски, ученик е на Иван Момчилов, а също и негов биограф. Написал е още „Кратък молитвеник за православните войници“ и превел „Акатист или наседално пение“, „Светителско поучение към новоръкоположен свещеник“. Друг негов голям труд е „Землеописание на България и съседните ней държави“ (издание на Военното министерство, 1894 г.).
Неговият роднина Страшимир Радивоев от Елена загива като четник от ВМОК в битката край връх Голак през Илинденско-Преображенското въстание.